# Campsicnemus curvispina
Campsicnemus curvispina är en tvåvingeart som beskrevs av Van Duzee 1930. Campsicnemus curvispina ingår i släktet Campsicnemus och familjen styltflugor. Inga underarter finns listade i Catalogue of Life.